# تنضيد الحزمة الجزيئية

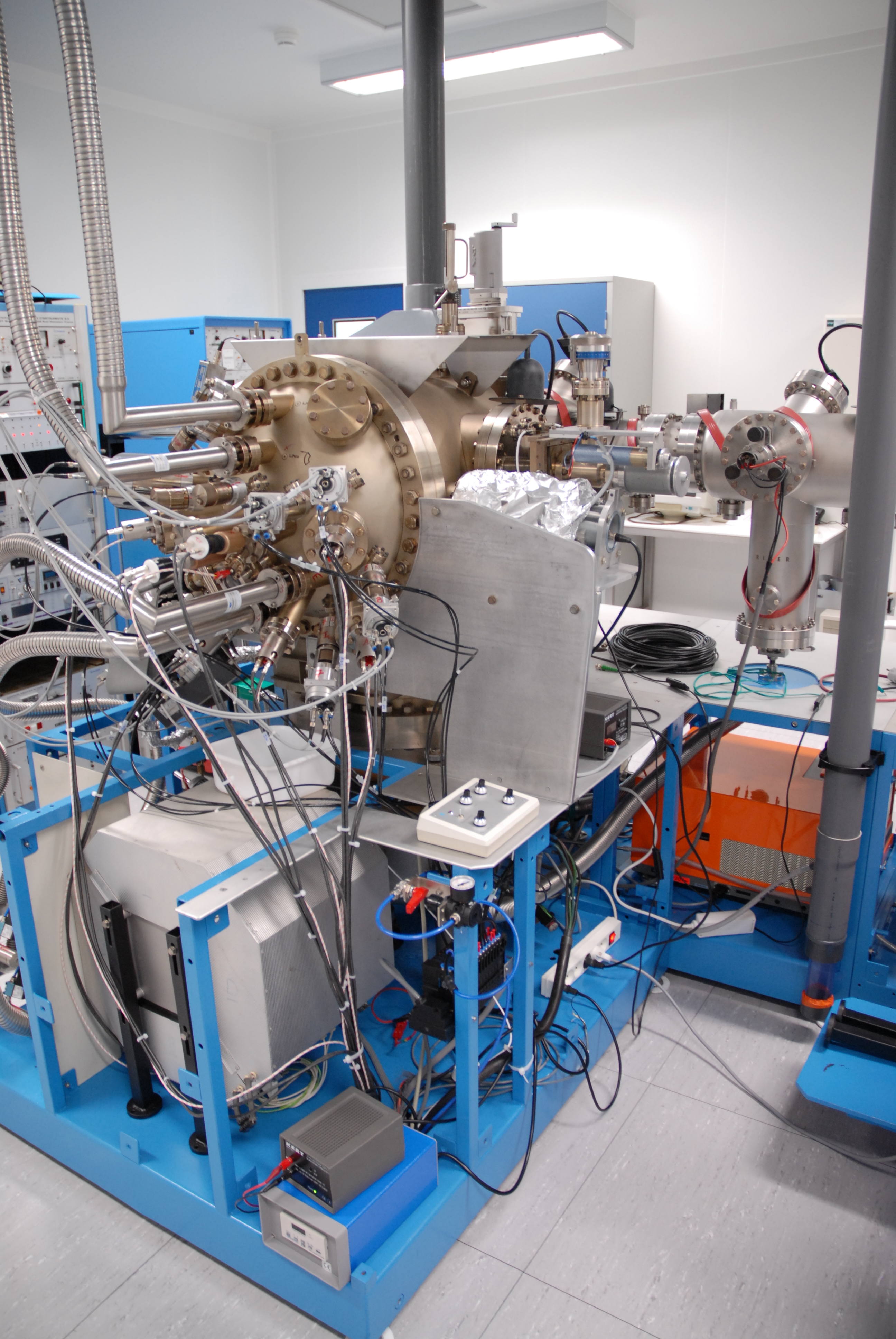
جهاز تنضيد الحزمة الجزيئية

تنضيد الحزمة الجزيئية (يرمز لها اختصاراً MBE من Molecular beam epitaxy) هي طريقة تقنية تستخدم من أجل إجراء عملية تنضيد (نمو فوقي) وذلك بإضافة غشاء رقيق من بلورة أحادية. تسمّى هذه الطريقة أيضاً باسم تناضد الشعاع الجزيئي، وهي إحدى طرق الترسيب الفيزيائي للبخار. تستخدم هذه التقنية بشكل واسع في تصنيع المقاحل في مجال أشباه الموصلات.
اخترعت هذه التقنية من قبل آرثر Arthur و تشو Cho في أواخر الستينات وذلك في مختبرات بل.

## الطريقة
تجري عملية تنضيد الحزمة الجزيئية في وسط عالي التفريغ، والذي يمكن أن بصل إلى قيم عالية جداً (UHV) تصل إلى 10−8 باسكال. من الأمور المهمة في هذه العملية أن يكون معدّل الترسيب، والذي يبلغ بشكل نمطي حوالي 3000 نانومتر في الساعة، مما يسمح للغشاء الرقيق أن ينمو بشكل فوقي. من أجل الحصول على طبقات خالية من الشوائب يجب الانتباه إلى استخدام تفريغ مناسب، بالإضافة إلى تجنب استخدام غازات حاملة.
في عملية تنضيد الحزمة الجزيئية ذات المصدر الصلب، تسخّن العناصر الكيميائية مثل الغاليوم أو الزرنيخ، والتي يجب أن تكون نقية جداً، وذلك في خلايا تدفّق تدعى خلايا كنودسن Knudsen cells، حتى تبدأ بالتسامي بشكل بطيء. يتكاثف العنصر الغازي بعد ذلك على الرقاقة (الويفر)، حيث يمكن أن يحدث تفاعل فيما بينهما. على سبيل المثال، في حال استخدام الغاليوم والزرنيخ تتشكّل بلورة أحادية من زرنيخيد الغاليوم GaAs. تأتي تسمية حزمة من أن الذرات المتبخرة لا يحدث بينها أي تأثير متبادل حتى تصل إلى الرقاقة، وذلك نتيجة طول المسار الحر الوسطي للذرّات.
أثناء العملية، تستخدم تقنية حيود الإلكترونات عالية الطاقة الانعكاسي (RHEED) من أجل مراقبة نمو طبقات البلورة، كما يتم التحكم بالأفران بواسطة الكمبيوتر، مما يسمح بالتحكم بسمك الطبقة. في الأنظمة التي يكون هناك حاجة فيها إلى التبريد، يلجأ إلى استخدام مضخة تبريد من أجل تخفيض درجة حرارة الوسط المفرّغ إلى درجات حرارة قريبة من 77 كلفن، وذلك باستخدام النتروجين السائل.

## التطبيقات
إن استخدام تقنية تنضيد الحزمة الجزيئية أدّى إلى التمكّن من تطوير بنى تكون فيها الإلكترونات محتجزة ضمن فراغ معيّن، وذلك فيما يسمّى بئر الكم أو النقطة الكمومية. إن الطبقات الناتجة عن هذه التقنية تستخدم في أجهزة أشباه الموصلات المتعددة، بما فيها ليزر أشباه الموصلات والصمامات الثنائية الباعثة للضوء.
تستخدم تقنية تنضيد الحزمة الجزيئية أيضاً من أجل ترسيب بعض أتواع شبه الموصلات العضوية. في هذه الحالة يجري تبخير وترسيب الجزيئات بدل الذرّات على الرقاقة. مؤخراً استخدمت تقنية MBE من أجل ترسيب بعض الأكاسيد من أجل تطبيقات إلكترونية ومغناطيسية وبصرية متقدمة، جرى فيها بعض التحويرات على التقنية بإضافة مصادر أكسجين.